# Kuhaluodot
Kuhaluodot är en ö i Finland. Den ligger i sjön Haukivesi och i kommunerna Varkaus och Rantasalmi och landskapen  Norra Savolax och Södra Savolax, i den sydöstra delen av landet, 290 km nordost om huvudstaden Helsingfors. Öns area är 0,1 hektar och dess största längd är 60 meter i sydöst-nordvästlig riktning.  Notera att namnet antyder att det är fråga om flera öar.